# Ben Storey
Ben Storey (1 de abril de 1974) es un deportista canadiense que compitió en remo. Ganó tres medallas en el Campeonato Mundial de Remo entre los años 1996 y 2000.

## Palmarés internacional
| Campeonato Mundial | Campeonato Mundial       | Campeonato Mundial | Campeonato Mundial      |
| Año                | Lugar                    | Medalla            | Prueba                  |
| ------------------ | ------------------------ | ------------------ | ----------------------- |
| 1996               | Motherwell (Reino Unido) | Medalla de bronce  | Ocho con timonel ligero |
| 1997               | Aiguebelette (Francia)   | Medalla de bronce  | Ocho con timonel ligero |
| 2000               | Zagreb (Croacia)         | Medalla de oro     | Dos sin timonel ligero  |